# Donnchad mac Domnall Cláin
Donnchad mac Domnaill Cláin est le 10e et dernier roi de Leinster à être intronisé et à régner à Líamhain  (Lyons Hill (en) dans le comté de Kildare.  Il appartient au  sept Uí Dúnchada, un des trois septs des  Uí Dúnlainge qui alternent sur le trône de Leinster entre  750 et 1050

## Contexte
Donnchad est le fils de Domnall Claen mac Lorcáin. Il devient roi  en 984 après la mort de son père tué par les Uí Cheinnselaigh . En 996 Diarmait mac Domnall le roi de Uí Cheinnselaigh meurt.
En 999  Donnchad mac Domnall Cláin est capturé par Sigtryggr Silkiskegg roi des Vikings de Dublin et son compétiteur  Máel Mórda mac Murchada du sept Uí Fáeláin Ce dernier le dépose en  1003 et s'empare du trône. Il est le dernier membre du  sept Uí Dúnchada à être roi de Leinster

## Article lié
- Liste des rois de Leinster

## Sources primaires
- Livre de Leinster,Rig Laigin et Rig Hua Cendselaig sur CELT: Corpus of Electronic Texts at University College Cork

## Sources secondaires
- (en) T.W Moody, F.X. Martin, F.J. Byrne, A New History of Ireland IX Maps, Genealogies, Lists. A companion to Irish History part II, Oxford, Oxford University Press, 2011, 690 p. (ISBN 978-0-19-959306-4), p. 134 & 200 Kings of Leinster to 1171
- (en) Francis John Byrne, Irish Kings and High-Kings, Dublin, Four Courts Press, 2001, 341 p. (ISBN 978-1-85182-196-9)